# Мередозія (Іллінойс)
Мередозія (англ. Meredosia) — селище (англ. village) в США, в окрузі Морган штату Іллінойс. Населення — 826 осіб (2020).

## Географія
Мередозія розташована за координатами 39°49′53″ пн. ш. 90°33′26″ зх. д. / 39.83139° пн. ш. 90.55722° зх. д. (39.831496, -90.557239).  За даними Бюро перепису населення США в 2010 році селище мало площу 2,25 км², з яких 2,16 км² — суходіл та 0,10 км² — водойми.

## Демографія
Згідно з переписом 2010 року, у селищі мешкали 1044 особи в 418 домогосподарствах у складі 282 родин. Густота населення становила 463 особи/км².  Було 464 помешкання (206/км²).
Расовий склад населення:
| - 98,9 % — білих - 0,5 % — чорних або афроамериканців - 0,1 % — корінних американців - 0,1 % — азіатів |

До двох чи більше рас належало 0,4 %. Частка іспаномовних становила 0,4 % від усіх жителів.
За віковим діапазоном населення розподілялося таким чином: 25,7 % — особи молодші 18 років, 59,6 % — особи у віці 18—64 років, 14,7 % — особи у віці 65 років та старші. Медіана віку мешканця становила 39,4 року. На 100 осіб жіночої статі у селищі припадало 101,5 чоловіків;  на 100 жінок у віці від 18 років та старших — 104,2 чоловіків також старших 18 років.
Середній дохід на одне домашнє господарство  становив 47 651 долар США (медіана — 35 000), а середній дохід на одну сім'ю — 54 209 доларів (медіана — 40 694). Медіана доходів становила 34 000 доларів для чоловіків та 26 094 долари для жінок. За межею бідності перебувало 12,9 % осіб, у тому числі 9,2 % дітей у віці до 18 років та 15,2 % осіб у віці 65 років та старших.
Цивільне працевлаштоване населення становило 414 особи. Основні галузі зайнятості: освіта, охорона здоров'я та соціальна допомога — 33,3 %, виробництво — 19,6 %, оптова торгівля — 8,7 %, публічна адміністрація — 8,7 %.